# Brantford Expositor
Brantford Expositor è un quotidiano canadese, redatto in lingua inglese, di proprietà del gruppo editoriale Osprey Media.